# Präadaptation
Unter Präadaptation, Präadaption oder auch Prädisposition versteht man in der Evolutions- und der Entwicklungsbiologie das Vorliegen von durch Mutation zufällig entstandenen oder für einen anderen Zweck adaptiv entwickelten Merkmalen, die sich unter dem Selektionsdruck veränderter Umweltbedingungen in späteren Entwicklungsstadien als Selektionsvorteil erweisen.
Der Ausdruck Präadaptation (‚Voranpassung‘) ist insofern irreführend, als es eine vorausgehende Anpassung im wörtlichen Sinne bei Evolutionsvorgängen nicht geben kann. Selektionsvorteile sind stets auf die je gegenwärtigen Umweltbedingungen bezogen; dabei können sich vorangegangen entwickelte Merkmale unter späteren Bedingungen als ungünstig oder als günstig beziehungsweise funktional herausstellen.
Der Evolutionsbiologe Lorenzen erläutert das Zustandekommen dieses Phänomens so: In vielen Genotypen schlummern Potenzen, die wie in den aufgeführten Fällen erst durch adäquate Umweltreize realisiert werden. Andererseits können auch geringfügige genotypische Veränderungen unter bestimmten Bedingungen recht dramatische Effekte hervorrufen.
Ein offensichtliches Beispiel von Präadaptation sind die Flughäute des Borneo-Flugfrosches Rhacophorus pardalis. Sie besitzen Häute zwischen den Zehen sowie im Ellenbogengelenk. Auf der Flucht lassen sie sich von Bäumen fallen und segeln zu Boden. Die Flughäute sind homolog zu den Schwimmhäuten anderer Frösche. Da diese bereits als Anpassung an das Leben im Wasser ausgebildet waren, stellen sie eine Vorab-Anpassung an das Gleitfliegen dar.
Eine Präadaptation kann auch deshalb vorhanden sein, weil viele Merkmale eine Doppel- oder Mehrfachfunktion haben können. Ein Beispiel ist die Evolution von Federn und Flügeln bei Vögeln. Diese musste nicht unbedingt parallel koordiniert ablaufen. Federn waren bereits vor der Entwicklung des Vogelflugs bei Dinosauriern vorhanden und dienten der Wärmeisolierung. Neuere Fossilfunde lassen eine Reihe von Zwischenstufen von einfachen zu komplex aufgebauten Federn bei eindeutig bodenbewohnenden Dinosauriern erkennen. Mit der Evolution des Flügels konnten sie dann zugleich dem Fliegen dienen.
Die Präadaptation hat durch die Entdeckung des alternativen Spleißens sowie der Introns und Exons eine zusätzliche molekulargenetische Grundlage gefunden. Insbesondere das alternative Spleißen ist ein Paradebeispiel für Mehrfachfunktion an sich und ermöglicht durch Neukombination bereits „erprobter“ DNA-Code-Abschnitte eine rasche Entwicklung neuer Proteine ohne Änderung des DNA-Primärcodes. Berücksichtigt man, dass – etwa beim Menschen – weit über 90 Prozent der DNA nicht direkt für Proteine codieren, so wird deutlich, welche Menge an Erbinformationen vorliegt, die prinzipiell für die Entstehung neuer Merkmale bereits durch geringe Änderungen der DNA im Bereich der Genregulation aktivierbar ist. Diese Besonderheit der Eukaryoten kann als eine wesentliche Ursache für die Formenvielfalt dieser Lebewesengruppe angesehen werden.